# Damjan Bohar
Damjan Bohar (Mačkovci, 18 ottobre 1991) è un calciatore sloveno, attaccante del Koper.

## Caratteristiche tecniche
Ala destra, può giocare nello stesso ruolo sulla fascia opposta.

## Palmarès

### Club

#### Competizioni nazionali
- Supercoppa di Slovenia: 1

Maribor: 2013
- Campionato sloveno: 3

Maribor: 2014-2015, 2016-2017, 2018-2019
- Coppa di Slovenia: 1

Maribor: 2015-2016